# Vénérande Robichaud
Pour les articles homonymes, voir Robichaud.
Vénérande Robichaud (née le 1er mars 1753 à Annapolis Royal, morte le 22 novembre 1839 à Québec), était une femme d'affaires canadienne. Elle est connue surtout pour sa correspondance avec son frère Otho.

## Biographie

### Enfance
Vénérande Robichaud naît le 1er mars 1753 à Annapolis Royal, en Nouvelle-Écosse. Elle est la fille cadette de Louis Robichaud, un marchand, et Jeanne Bourgeois. Son père possède de bonnes relations avec les autorités britanniques puisqu'il leur fournit des vivres, du bois de construction et du bois de chauffage. En 1729, Louis Robichaud prête le serment d'allégeance envers  George II, roi de la Grande-Bretagne.
En 1755, malgré les bonnes relations que son père entretient avec les autorités britanniques, Vénérande et sa famille se font tout de même déportés lors de la Déportation des Acadiens. Ils ont cependant la chance de choisir leur destination qui est Boston, une ville dans l'État du  Massachussetts. Quelque mois plus tard, le gouvernement du Massachussetts les transfère à Cambridge.  Dans cette ville, Vénérande apprend l'anglais tandis que son père lui enseigne la lecture et de l'écriture du français. En 1766, les parents de Vénérande laissent passer une occasion de retourner à Annapolis Royal.

### Direction le Québec
Supportant les Loyalistes, les Robichaud se déplacent au  Bas-Canada, dans la ville de Québec, lors du déclenchement de la révolution américaine en 1775. Vénérande prend soin de ses parents lors du déménagement, eux qui sont alors âgés. Son père meurt de la picote le 20 décembre 1780 et sa mère décède le 18 mars 1790. Deux de ses frères meurent également à Québec.
Pendant ce temps, trois de ses frères, Otho, Frédéric et Florent, se rendent à Néguac, désormais au Nouveau-Brunswick, pour y faire du commerce. Otho lui envoie différentes marchandises à revendre à Québec alors que Vénérande le fournit en literie, en farine, en médicaments, en rouets et en cardes.
À Québec, Vénérande demeure pendant longtemps chez sa cousine Marie-Vénérande Pelerin, épouse de l'orfèvre François Ranvoyzé. Elle reçoit fréquemment la visite d'amis de la famille résidant à Boston, d'Anglais du Nouveau-Brunswick, de missionnaires de la baie des Chaleurs comme Thomas Cooke, des Acadiens de la même région ainsi que des Micmacs. Ces invités lui permettent de se tenir au courant des dernières nouvelles de sa « chère Acadie » et parfois d'agir comme courriers. Elle entretient d'ailleurs une correspondance avec son frère Otho ; une quinzaine de ces lettres ont été préservées. Ces lettres témoignent du tiraillement des exilés entre leurs familles éparpillées et leurs conditions de vie.
Elle meurt le 22 novembre 1839 à Québec.